# Company
«Company» es una canción interpretada por el cantante canadiense Justin Bieber, incluida en su cuarto álbum de estudio Purpose (2015). Publicada el 8 de marzo de 2016 como cuarto sencillo oficial del álbum por la compañía discográfica Def Jam Recordings. Fue compuesta por el cantante, Jason Boyd, James Abrahart, Andreas Schuller, Thomas Troelsen, James Wong y Leroy Clampitt, mientras que la producción de la pista estuvo a cargo de Axident, Gladius, Big Taste y Boyd. Es una canción de electropop y R&B, con bajo eléctrico, guitarra y percusión en su instrumentación.
«Company» recibió comentarios positivos por parte de la crítica, lo llamaron entre otras, «una melodía electropop que pavonea que proyecta disponibilidad emocional». En el ámbito comercial, tuvo un éxito moderado. Logró el top 40 en países como Canadá, Dinamarca, Nueva Zelanda, Noruega, Países Bajos y Suecia, en Estados Unidos logró la posición 53 del Billboard Hot 100 y certificó un disco de platino. Se lanzaron dos vídeos musicales, uno para el proyecto Purpose: The Movement y otro donde se mostraba a Bieber en diferentes escenarios del mundo gracias a sus viajes. Bieber incluyó el sencillo en la lista oficial de canciones de su gira Purpose World Tour.

## Antecedentes y lanzamiento
Mientras trabajaba en el álbum, Bieber invitó a su amigo personal, el compositor y productor estadounidense Jason «Poo Bear» Boyd, a colaborar en el disco, quien previamente había trabajado en la mayoría de las canciones de Journals en 2013. A pesar de que su sello discográfico intentó buscar nuevos equipos de composición para Bieber, él declinó y continuó trabajando con Boyd. Cuando se le preguntó sobre los temas del álbum en una entrevista para The Fader, Jason «Poo Bear» Boyd afirmó: «Estamos pensando en asegurarnos de que no es negativo, pero edificante, incluso la música que habla de sus relaciones, es una música que se siente bien, no es nada que te haga sentir deprimido [...]  Estamos sintonizados el uno con el otro, que es fácil saber lo que ambos vamos a amar, lo que le encantaría cantar. Trabajamos muy duro en este proyecto. Simplemente ser honestos». Mientras se le preguntó si había alguna canción que le entusiasmaba especialmente, Boyd afirmó que uno de ellos era «Company».
A principios de febrero de 2016, se informó de que Def Jam Recordings, discográfica de Bieber, estaba mirando para lanzar «Company» como siguiente lanzamiento después del éxito de «Love Yourself». El equipo de promoción del sello de manera informal, informó a los profesionales de la radio la semana del 16 de febrero de 2016, según informó Headline Planet. Una semana más tarde, Billboard confirmó que «Company» sería el cuarto sencillo del álbum, y que impactaría tanto a la radio contemporánea, como a la rítmica contemporánea, el 8 de marzo de 2016. El 7 de abril de 2016, una versión de The Knocks fue publicada en la cuenta SoundCloud de la banda, así anunciaron que serían el acto de apertura de la gira Purpose World Tour de Bieber en algunas fechas.

## Composición
«Company» fue escrita por Justin Bieber, Jason «Poo Bear» Boyd, James Abrahart, Andreas Schuller, Thomas Troelsen, James Wong y Leroy Clampitt, mientras que Axident, Gladius y Big Taste se encargaron de la producción, asimismo Boyd, sirvió como coproductor. Según la partitura publicada en Musicnotes.com por Alfred Publishing Company, la canción está compuesta en la tonalidad de Mi menor con un tempo de R&B moderado de 95 pulsaciones por minuto. La voz de Bieber va desde la nota D4 hasta la B5. Es una canción de electropop y R&B, con bajo eléctrico, guitarra y percusión en su instrumentación. La canción tiene «un humor suave, tranquilo pero brillante», que se recuerda como una reminiscencia de su álbum anterior, Journals (2013). Líricamente, el tema habla de buscar compañerismo en la pista de baile. Durante la pista, el protagonista está ansioso por conocer a alguien atractiva, pero también establece algunos límites saludables para hacerlo, lo que se puede ver en las letras: «No tienes que ser mi amante para que me llames bebé / Sólo quiero tener una conversación».

## Recepción

### Crítica
Patrick Ryan, de USA Today, lo llamó un «pulsa y ven acá». Amy Davidson, de Digital Spy, opinó que «"Company" es básicamente lo que sucede cuando Justin Bieber se siente como un compañero no comprometido durante una parada en su agotadora gira y escribe una serenata R&B para convencerte de que es una buena idea». Sheldon Pearce de Complex lo llamó «una melodía electropop que pavonea que proyecta disponibilidad emocional». Brennan Carley de Spin lo nombró «el triunfante amanecer griego que es el punto álgido del medio del álbum». 
Para Al Horner de NME, «el funk-atado 'Company' es un hit-in-waiting», mientras que Megan Downing de MTV en Reino Unido lo calificó como «una pista de fácil escucha que escurre con frialdad». Casey Lewis de Teen Vogue pensó que la canción «suena como la canción de un comeback que Usher desearía tener, que es decir que es bueno, absolutamente nada como el cuarteto de sencillos que lanzó mientras promocionaba este álbum».

### Comercial
Comercialmente, «Company» debutó en algunos listados justo después de la publicación de Purpose. En Estados Unidos, debutó en la posición cincuenta y tres de Billboard Hot 100, junto con otros dieciséis temas del álbum. Luego de su lanzamiento como sencillo oficial del álbum, reingresó al listado en la posición 89, y retomó después su posición más alta, el 23 de abril de 2016. La Recording Industry Association of America (RIAA) le otorgó un disco de platino, por un millón de unidades despachadas en Estados Unidos. En Canadá, igualmente debutó respondiendo al lanzamiento del disco, en la posición 38. En Australia, debutó en la posición 41, luego de dos semanas alcanzó su punto más alto, en la 34, en Nueva Zelanda, debutó en la posición 30, como resultado del debut del álbum, luego en su siguiente semana alcanzó la casilla dieciocho, ya después de su lanzamiento reingresó al listado en la posición 36. En ambos países certificó un disco de platino por sus considerables ventas.
En Reino Unido, debutó dentro del top 40 de UK Singles Chart, así como siete canciones más del álbum, a la semana siguiente alcanza su punto máximo, en la posición 25, más tarde la British Phonographic Industry (BPI) le otorgó un disco de plata por 200 mil unidades vendidas en ese territorio. En otros países como Dinamarca, Irlanda, Noruega, Países Bajos y Suecia, logró entrar en los cuarenta más vendidos de sus listas de popularidad.

## Vídeo musical e interpretaciones
La canción contó con dos vídeos musicales oficiales, el primero se lanzó como parte del proyecto Purpose: The Movement el 14 de noviembre de 2015. Según lo indicado por Claire Landsbaum de Bustle, el vídeo «sigue a un grupo de mujeres que se encuentran con unos chicos en un restaurante. una pareja de chicos comienza una coreografía de baile frente a un Hard Rock Café iluminado, pero en el 3:17 los protagonistas son reemplazados por un montón de mujeres girando detrás de una misteriosa puerta de la habitación de un hotel».
El 16 de mayo de 2016, Bieber reveló que otro vídeo musical para la canción iba a ser lanzado. El vídeo musical oficial fue dirigido por el videógrafo personal de Bieber Rory Kramer y se publicó el 8 de junio de 2016. Es una recopilación de estilo documental de los clips del cantante en sus viajes por el mundo. De acuerdo con el intérprete en un comunicado, «me encanta este vídeo porque es una mirada honesta a mi viaje. El proceso de reunir este álbum y esta gira — rodeado de gente a la que me encanta estar — ha sido realmente especial. Estoy orgulloso de ello, ha sido muy divertido y mucho trabajo duro, y creo que eso realmente se muestra en vídeo. Espero que a mis fans les guste tanto como a mí, porque todo esto es para ustedes».
El vídeo comienza mostrando a Bieber pensativo, sin camisa y abatido mientras mira sobre las tranquilas aguas de la cuenca de Santorini y se sienta solo en la oscuridad en el columpio de un niño. Más tarde, el clip también incluye imágenes del Purpose World Tour, así como clips de Bieber en el estudio de grabación del álbum y fragmentos de él en el set de su sesión de fotos de Calvin Klein. Intercalando imágenes de Bieber mirando la naturaleza, que recuerda al vídeo musical de «I'll Show You».
El 3 de abril de 2016, durante la tercera entrega de los iHeartRadio Music Awards, vistiendo rastas, cadenas de oro y una chaqueta roja suelta, interpretó «Company», así como una versión acústica de «Love Yourself». Luego la volvió a interpretar, esta vez junto a «Sorry», en los Billboard Music Awards de 2016, un espectáculo con chorros de fuego y un lavado de luces. Bieber incluyó el sencillo en la lista oficial de canciones de su gira Purpose World Tour. Durante la actuación, «una plataforma oculta anclada al techo comienza a descender y resultando un trampolín gigante, suspendido, donde el cantante realiza un par de backflips».

## Créditos y personal
Grabación y mezcla
- Grabado en Jungle City Studios, Nueva York, Nueva York
- Mezclado en Record Plant, Los Ángeles, California
- Publicación de Warner–Tamerlane Publishing Corp.

Personal
- Justin Bieber: Voz, composición.
- Jason «Poo Bear» Boyd: Composición, co-producción.
- James Abrahart: Composición, producción.
- Andreas Schuller: Composición, producción.
- Thomas Troelssen: Composición.
- James Wong: Composición, producción, guitarra.
- Leroy Clampitt: Composición, producción, bajo eléctrico.
- Andrew Wuepper: Mezcla.
- Josh Gudwin: Grabación, mezcla.
- Brandon Harding: Asistente de mezcla.
- Henrique Andrade: Ingeniería adicional.
- Zeke Mishanec: Asistente de grabación.

Fuente: Notas del disco Purpose

## Posicionamiento en listas

### Semanales
| País (Lista)                                   | Mejor posición |
| ---------------------------------------------- | -------------- |
| Australia (ARIA Singles Chart)                 | 34             |
| Bélgica (Flandes) (Ultratip Bubbling Under)    | 3              |
| Bélgica (Valonia) (Ultratip Bubbling Under)    | 7              |
| Canadá (Canadian Hot 100)                      | 38             |
| Dinamarca (Tracklisten)                        | 25             |
| Escocia (Scottish Singles Chart)               | 57             |
| Eslovaquia (Singles Digitál Top 100)           | 45             |
| Estados Unidos (Billboard Hot 100)             | 53             |
| Estados Unidos (Adult Pop Songs)               | 38             |
| Estados Unidos (Pop Songs)                     | 16             |
| Estados Unidos (Radio Songs)                   | 33             |
| Finlandia (Suomen virallinen radiosoittolista) | 32             |
| Francia (SNEP Singles)                         | 181            |
| Irlanda (Irish Singles Chart)                  | 30             |
| Líbano (Lebanese Top 20)                       | 13             |
| Nueva Zelanda (RMNZ)                           | 18             |
| Noruega (Top 40 Singles)                       | 31             |
| Países Bajos (Mega Single Top 100)             | 14             |
| Portugal (AFP)                                 | 66             |
| Reino Unido (UK Singles Chart)                 | 25             |
| República Checa (Singles Digitál Top 100)      | 48             |
| Sudáfrica (EMA)                                | 1              |
| Suecia (Sverigetopplistan)                     | 35             |
| Venezuela (Top Anglo)                          | 7              |

## Certificaciones
| País (organismo certificador) | Certificación | Ventas certificadas |
| ----------------------------- | ------------- | ------------------- |
| Australia (ARIA)              | Platino       | 70 000              |
| Dinamarca (IFPI Dinamarca)    | Oro           | 60 000              |
| Estados Unidos (RIAA)         | Platino       | 1 000               |
| Italia (FIMI)                 | Oro           | 50 000              |
| México (AMPROFON)             | Platino       | 60 000              |
| Nueva Zelanda (RMNZ)          | Platino       | 15 000              |
| Reino Unido (BPI)             | Plata         | 200 000             |

## Historial de lanzamientos
| Territorio     | Fecha               | Formato               | Discográfica       |
| -------------- | ------------------- | --------------------- | ------------------ |
| Estados Unidos | 8 de marzo de 2016  | Rítmica contemporánea | Def Jam Recordings |
| Estados Unidos | 8 de marzo de 2016  | Radio contemporánea   | Def Jam Recordings |
| Italia         | 22 de julio de 2016 | Radio contemporánea   | Universal Music    |